# WZ-XI Kogutek
Zalewski W.Z.XI Kogutek – polski jednopłatowy jednomiejscowy słabosilnikowy samolot szkolny konstrukcji drewnianej, ze stałym podwoziem zaprojektowany w 1925 roku w Milanówku.

## Historia
Inżynier Władysław Zalewski, mając doświadczenie przy budowie w 1909 roku pierwszego swojego samolotu WZ-I, poprzedził budowę samolotu W.Z.XI „Kogutek” od zaprojektowania w 1921 roku silnika oznaczonego WZ-18 i zbudowanego w latach 1923–1924 w Milanówku. W 1925 roku Zalewski wykonał projekt samolotu i rozpoczął budowę maszyny. Celem projekt było opracowanie maszyny o jak najmniejszym ciężarze własnym. Opór aerodynamiczny nie był priorytetowym parametrem. Według inż. Zalewskiego były to najważniejsze parametry charakteryzujące samolot szkolny, w którym prędkość maksymalna nie odgrywała decydującej roli. Do budowy płatowca użyto części i elementów z maszyny WZ-1. Samolot budowano w przydomowym warsztacie konstruktora w Milanówku. Koszt materiałów wyniósł 1000 zł.

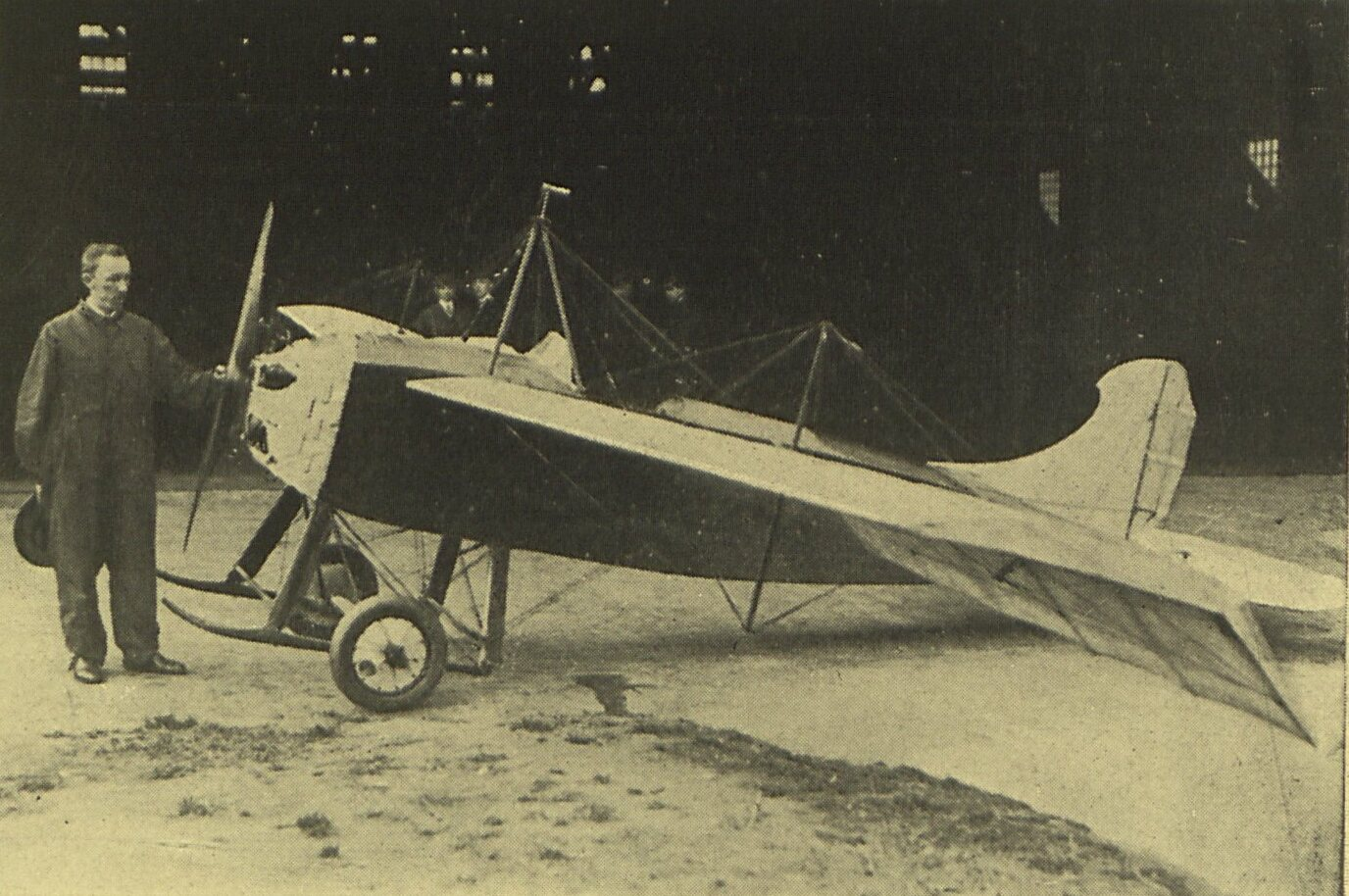
WZ.XI Kogutek, obok konstruktor W. Zalewski

Był to pierwszy samolot sportowy opracowany od podstaw w Polsce i napędzany polskim silnikiem. Konstrukcja została oblatana 9 października 1927 roku. Za sterami usiadł pilot Zbigniew Babiński. Maszyna poleciała z Milanówka do Warszawy z zamiarem uczestnictwa w I Krajowym Konkursie Awionetek. Samolot spóźnił się jednak na start i wziął udział w zawodach poza konkursem. W następnym roku w dniach 29 października – 1 listopada 1928 roku, podczas trwania II Krajowego Konkursu Awionetek ten sam pilot zajął na WZ-XI Kogutek 9 miejsce. W tym samym roku Babiński lecąc WZ-XI, wykonał pierwszy rajd turystyczny po Polsce, przelatując trasę: Warszawa, Dęblin, Biała Podlaska, Warszawa pokonując dystans ponad 400 km ze średnią prędkością 66km/h, wykonał 25 startów i lądowań. W 1930 roku samolot WZ-XI „Kogutek” został wycofany z III edycji Krajowego Konkursu Awionetek z powodu problemów podczas próby wznoszenia. Samolot WZ-XI latał z rejestracją SP-AEF. W lutym 1934 roku został przekazany do Muzeum Przemysłu i Techniki w Warszawie. W połowie lat 30. inż. Zalewski wykorzystał silnik od WZ-XI w maszynie WZ-XII „Kogutek” II.

## Konstrukcja
Kadłub drewniany, kratownicowy, kryty sklejką. Skrzydła drewniane dwudźwigarowe, kryte płótnem. Usterzenie drewniane, kryte płótnem oraz usztywnione dodatkowo drutami. Podwozie samolotu stałe drewniane z dwoma płozami i dwoma kołami, amortyzowane za pomocą sznura gumowego. Płoza ogonowa także amortyzowana sznurem gumowym. Śmigło drewniane o stałym skoku i średnicy 1,4 m opracowane przez inż. Władysława Zalewskiego.